# Aspenden
Aspenden är en by och civil parish i East Hertfordshire distrikt av Hertfordshire, England. Byn ligger precis söder om Buntingford. Folkmängden ligger på 222 personer. Arthur Ernest Percival föddes här år 1887. 